# Nędza (okres Ratiboř)
Nędza, slezsky Nyndza a německy Buchenau a dříve také Nensa či Nendza, je vesnice, sídlo sołectwa Nędza a sídlo gminy Nędza. Leží v okrese Ratiboř v jižním Polsku. Geograficky se také nachází na březích řeky Sumina v geomorfologických celcích Kotlina Raciborska a Płaskowyż Rybnicki v krajinném parku Park Krajobrazowy Cysterskie Kompozycje Krajobrazowe Rud Wielkich v Horním Slezsku.

## Legenda, název vesnice a historie
Zajimavostí je, že polské slovo nędza znamená česky bída, nouze či chudoba. S tím je také spojena legenda, podle které se v okolních lesích ztratil při lovu ratiborský kníže a nalezl útočiště v chýši chudého rybáře, který ho pohostil chlebem a vodou. Když kníže usedlost opouštěl, povzdechl si: „O nędzo, nędzo!“ (česky „Ó, bído, bído!“) a tak prý vznikl název vesnice, kde se chýše nacházela.
Současný název Nędza byl administrativně schválen 12. listopadu 1946, avšak dne 20. května 1954 se tehdejší Prezydium Wojewódzkiej Rady Narodowej w Opolu (předsednictvo Vojvodského národního výboru v Opole) usilovalo o změnu vesnice z Nędza na Borowiec Wielki (podle názvu části lesa u Nędza). Bylo to odůvodněno tím, že předchozí název byl „smutnou připomínkou kapitalistického období, neodpovídající socialistické/komunistické společenské realitě“.
První písemná zmínka pochází z roku 1620, kdy baron Hans Freiherr von Mettich založil pálenici a osadu Bogata Nędza. Ale Nędza existovala již dříve, protože se zde nachází tvrz ze 13.-14. století. V roce 1832 byla v obci založena základní škola. Rozvoj obce je spojen s výstavbou železniční infrastruktury a v roce 1847 byla přes Nędzu vedena první železniční trať a v roce 1850 bylo zřízeno spojení do Katovic. Novobarokní kostel Kościół pw. Matki Bożej Różańcowej pochází z roku 1908 a byl přestavěn v roce 1929. V roce 1902 byla postavena také úzkorozchodná železniční trať. Ve vesnici se nachází také kaple, kříže, fara, sportovní klub, náměstí a nádraží.
Během plebiscitu v Horním Slezsku v roce 1921 hlasovalo 472 obyvatel pro připojení obce k Německu a 193 pro připojení k tehdejšímu Polsku.

## Příroda
Na území vesnice se nachází chráněná území:
- Přírodní rezervace Łężczok

- Bezkolencová louka v Małe Nędze (Łąka trzęślicowa w Małej Nędzy)

- Park Krajobrazowy Cysterskie Kompozycje Krajobrazowe Rud Wielkich

## Turistika
Turistické trasy vedoucí přes Nędzu:
- Szlak Husarii Polskiej
- Śląsko-Morawska Droga św. Jakuba
- Szlak Młodości Eichendorffa
- Cyklotrasa 6C

## Významné osobnosti
- Alojzy Marcol (1931-2017) - Teolog a profesor.
- Rafał Brzoska (*1977) - Podnikatel, mecenáš a filantrop.

## Galerie

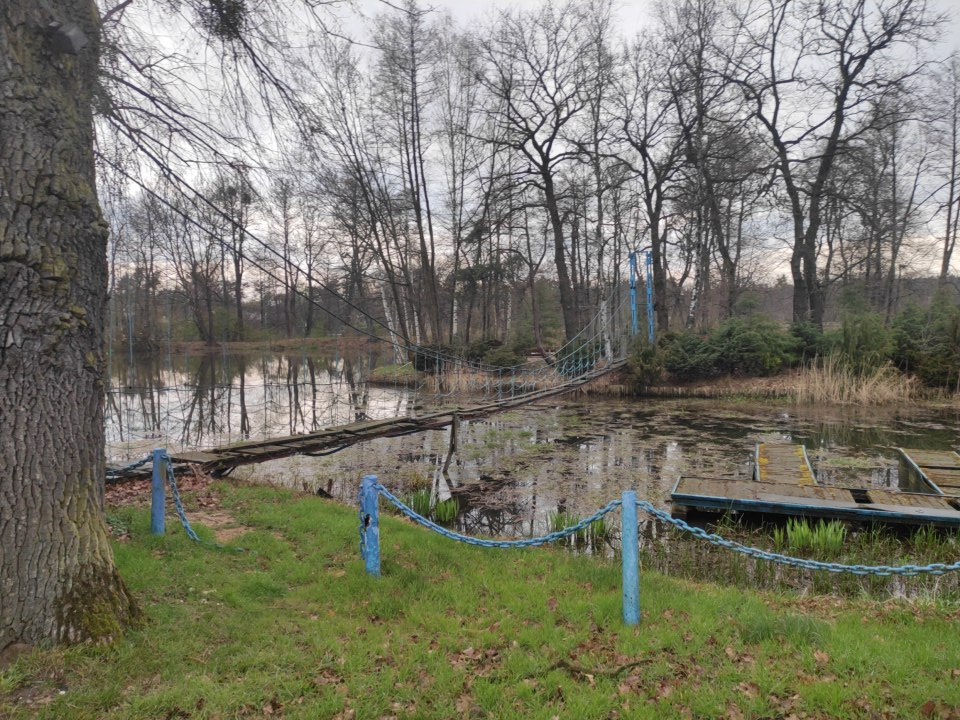
Rybník s lávkou
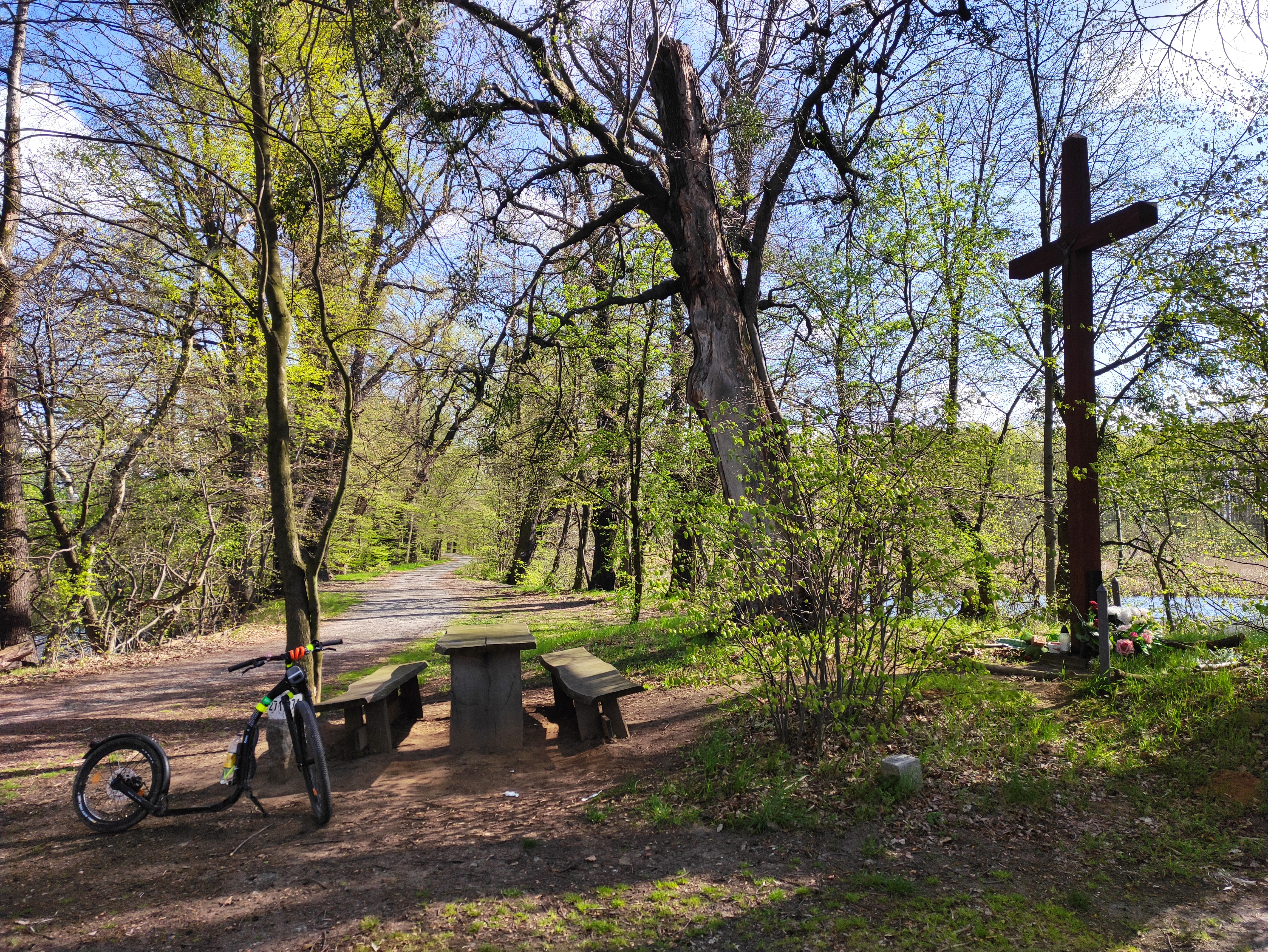
Přírodní rezervace Łężczok
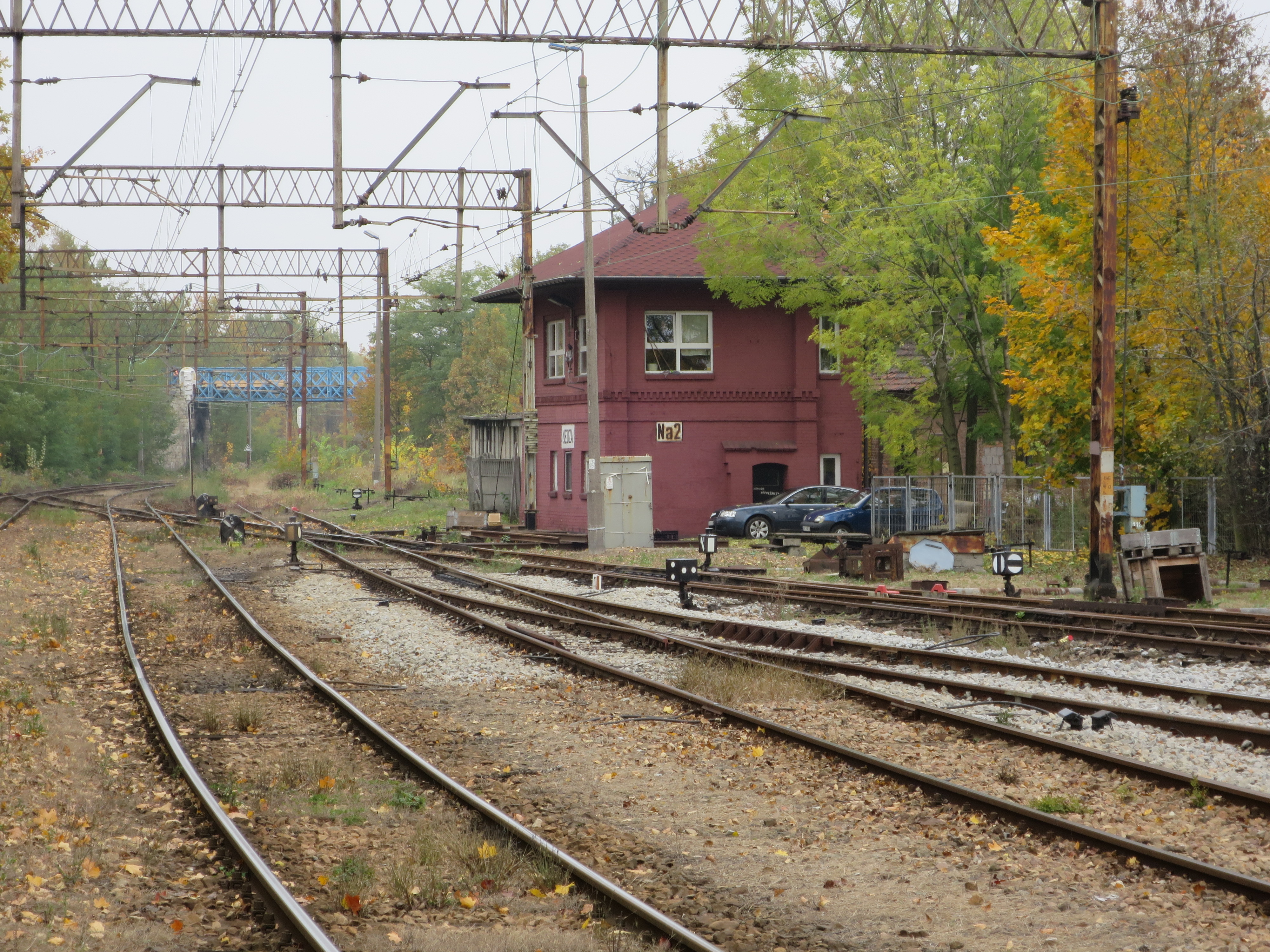
Nádraží
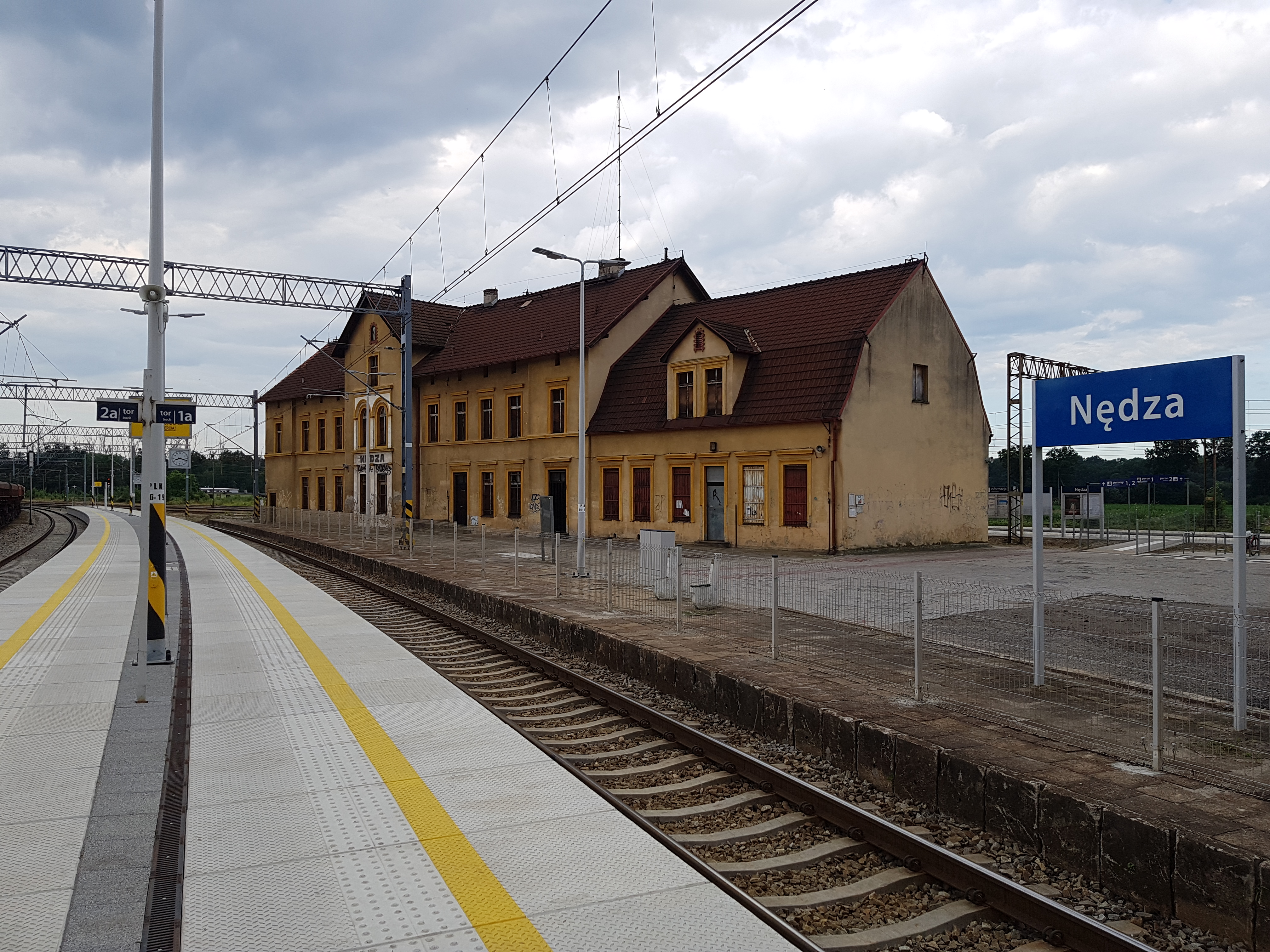
Nádraží
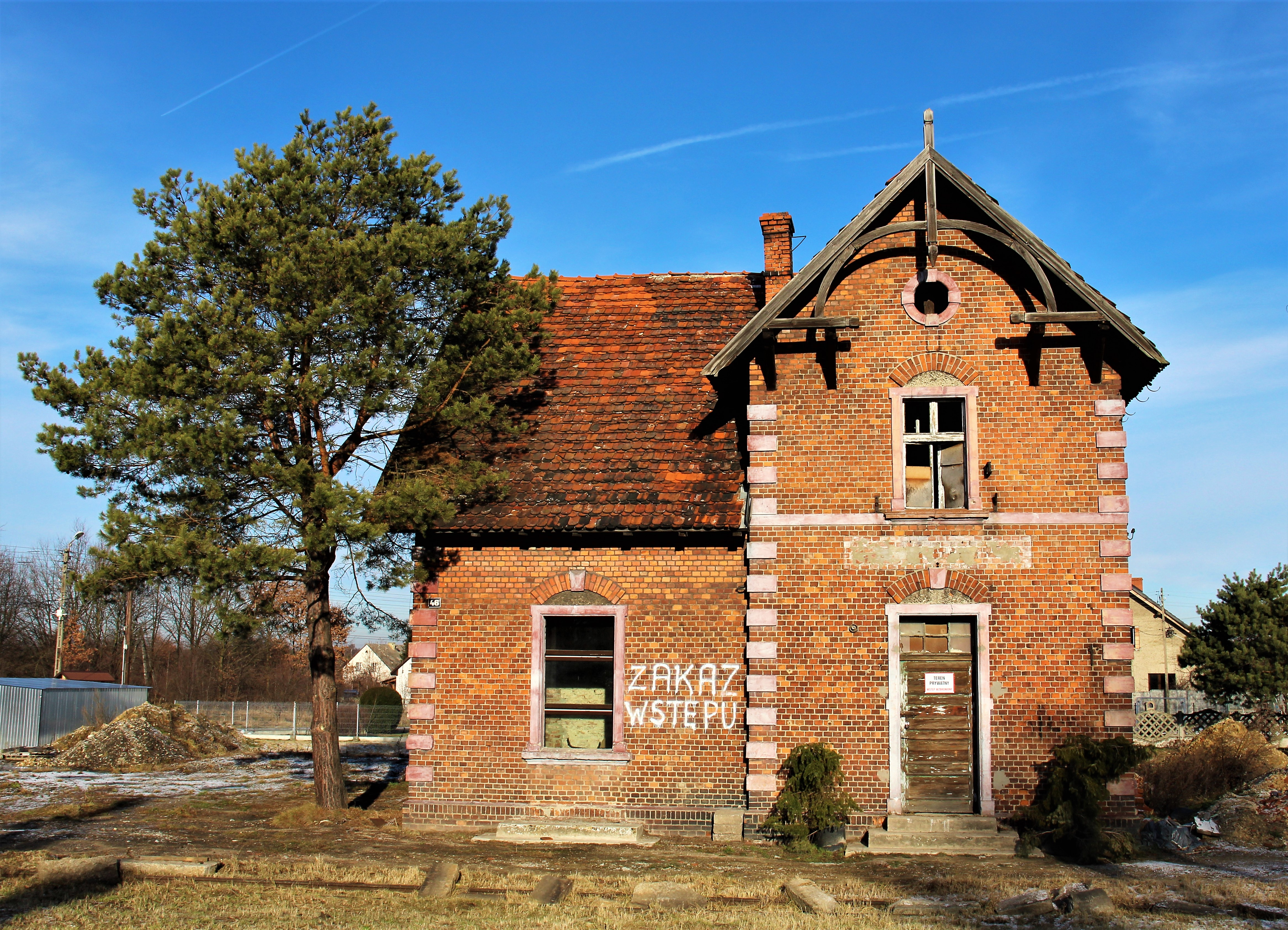
Nádraží
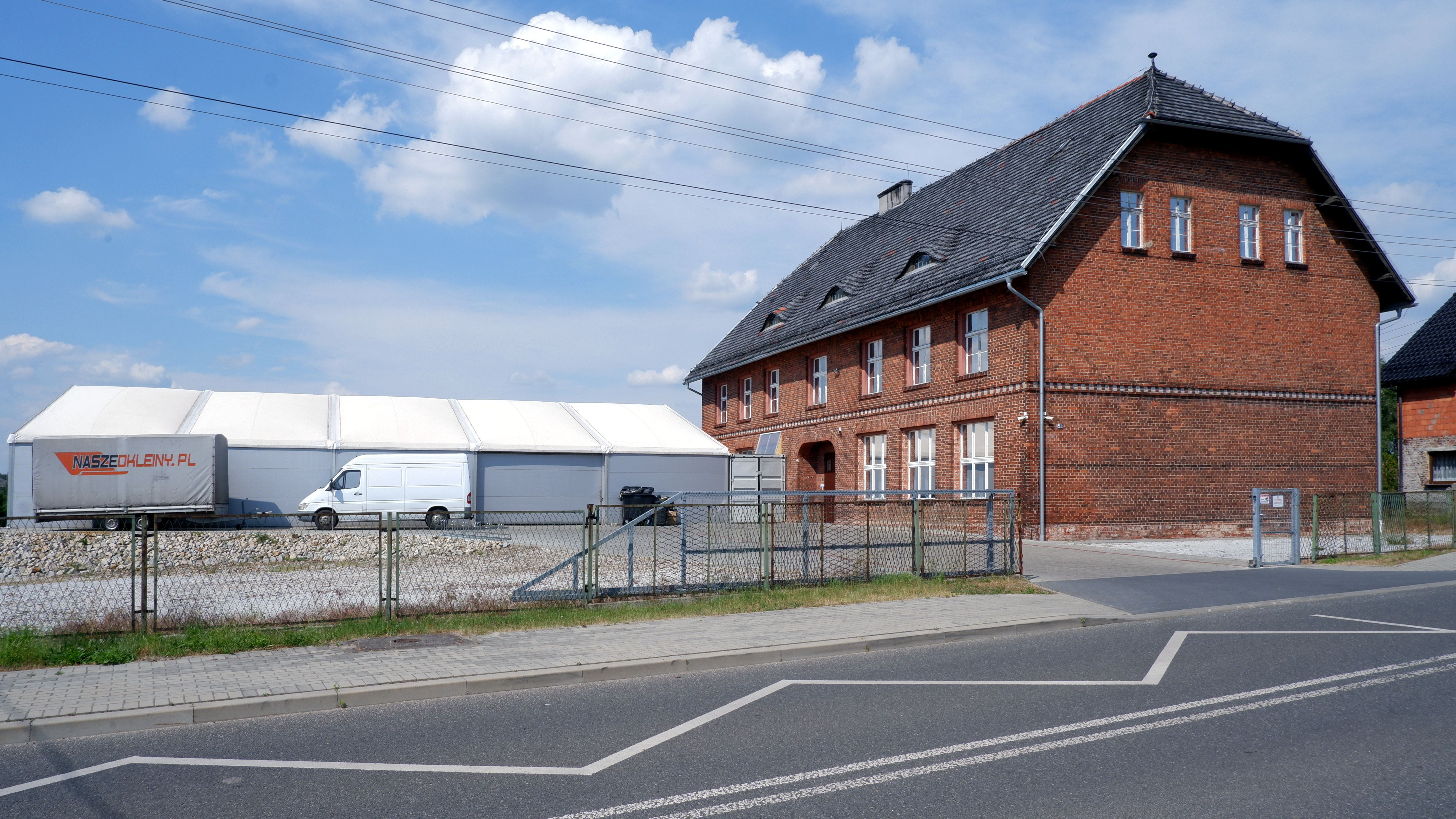
Stara szkoła
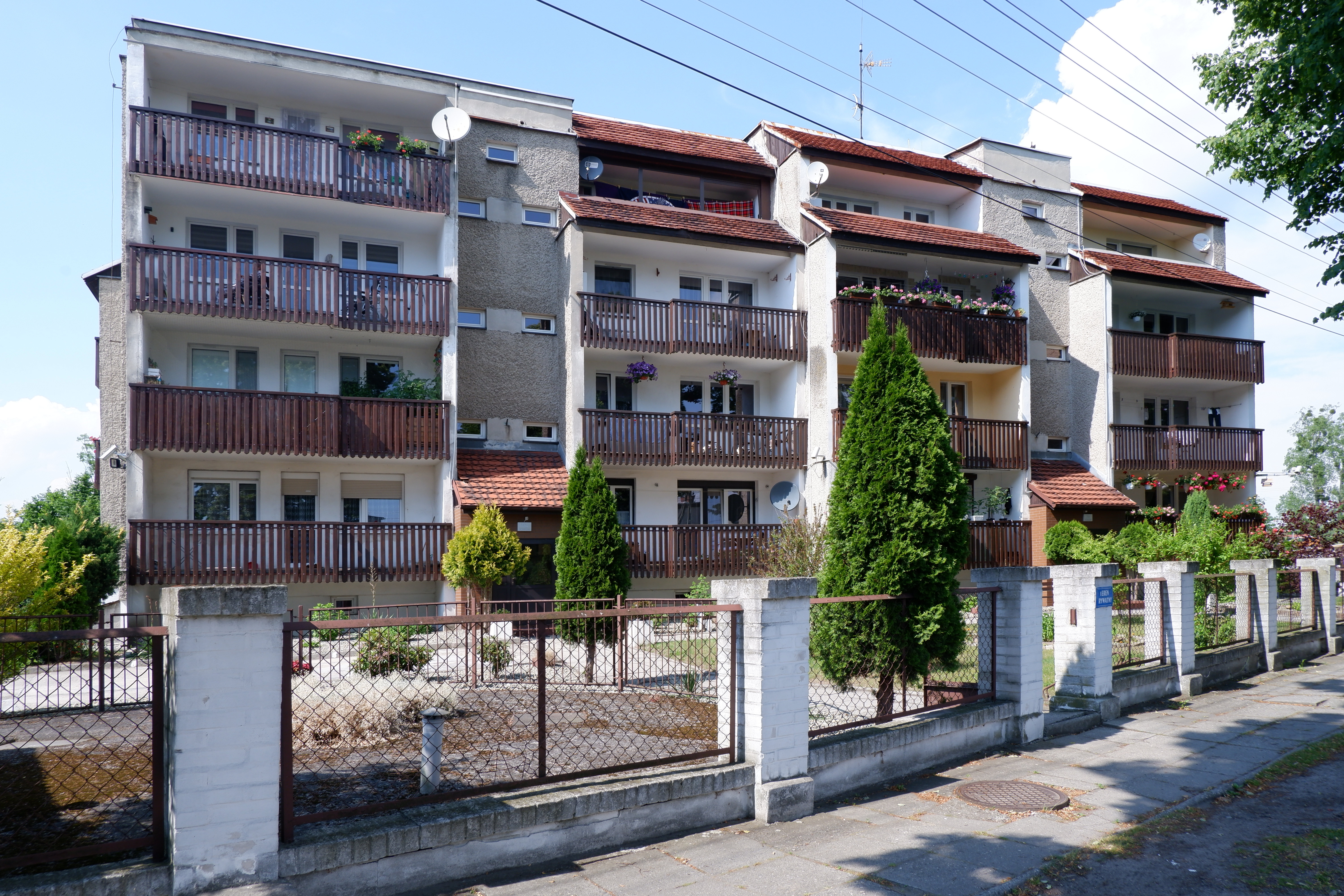
Novostavby